# Alena Šírová
Alena Šírová (* 13. srpna 1968) je česká politička a odborářka, od ledna do října 2012 a opět v letech 2022 až 2024 zastupitelka Pardubického kraje, od roku 2010 zastupitelka a od roku 2018 radní města Hlinsko na Chrudimsku, členka ČSSD.

## Život
Vystudovala Střední průmyslovou školu strojírenskou a textilní v Hlinsku. Od roku 1993 působila jako odborářka v podniku ETA Hlinsko, v roce 2019 se stala předsedkyní Regionální rady ČMKOS Pardubického kraje.
Alena Šírová žije ve městě Hlinsko na Chrudimsku. S manželem Zdeňkem má syna a dceru.

## Politické působení
V komunálních volbách v roce 2006 kandidovala jako nestraník za ČSSD do Zastupitelstva města Hlinsko, ale neuspěla. Byla však zvolena ve volbách v roce 2010, opět jako nestraník za ČSSD. Mandát zastupitelky obhájila ve volbách v roce 2014 již jako členka ČSSD i ve volbách v roce 2018. Na začátku listopadu 2018 se pak navíc stala radní města. Ve volbách v roce 2022 se znovu stala zastupitelkou města, když kandidovala jako členka ČSSD za subjekt „Prosperující Hlinsko s podporou ČSSD a 3PK“ (tj. nezávislí kandidáti a ČSSD). V říjnu 2022 pak byla opět zvolena radní města.
V krajských volbách v roce 2008 kandidovala ještě jako nestraník za ČSSD do Zastupitelstva Pardubického kraje, ale neuspěla (skončila jako druhý náhradník). Postupně však rezignovali dva její kolegové a ona se v lednu 2012 stala krajskou zastupitelkou. Ve volbách v říjnu 2012 nekandidovala. Znovu kandidovala, již jako členka ČSSD, ve volbách v roce 2016, ale neuspěla. Zvolena nebyla ani jako členka ČSSD na kandidátce subjektu „3PK - Pro prosperující Pardubický kraj“ (tj. ČSSD a SproK) ve volbách v roce 2020. Skončila jako třetí náhradnice. Ještě v říjnu 2020 se však funkce vzdal Vladimír Ninger a v lednu 2021 Pavel Havíř, v prosinci 2022 pak zemřel Bohumil Bernášek. Dne 16. prosince 2022 se tak novou krajskou zastupitelkou stala právě Šírová. V krajských volbách v září 2024 obhajovala z pozice členky SOCDEM mandát zastupitelky Pardubického kraje na kandidátce subjektu „3PK – Pro prosperující Pardubický kraj“ (tj. SOCDEM, hnutí SproK a hnutí VČ), ale neuspěla. Mandát krajské zastupitelky tak neobhájila.
Ve volbách do Poslanecké sněmovny PČR v roce 2017 kandidovala za ČSSD v Pardubickém kraji, ale neuspěla. V březnu 2021 se stala lídryní kandidátky ČSSD v Pardubickém kraji pro volby do Poslanecké sněmovny PČR v říjnu 2021. Strana se však do parlamentu vůbec nedostala.